# فاسيل بوروداي
فاسيل بوروداي (بالأوكرانية: Бородай Василь Захарович)‏ (18 أغسطس 1917 ، يكاترينوسلاف - 19 أبريل 2010 ، كييف) كان نحاتًا سوفيتيًا وأوكرانيًا، وبرلمانيًا، ورسامًا شعبيًا لاتحاد الجمهوريات الاشتراكية السوفيتية ، وأكاديميًا في أكاديمية الفنون في الاتحاد السوفيتي وأوكرانيا. و كان من قدامى المحاربين في الحرب العالمية الثانية. أثناء دراسته في معهد كييف للفنون في 1947-1953.